# Honeymoon Blues
Honeymoon Blues è una canzone blues di Robert Johnson.

## Il brano
Il testo di questa canzone è insolitamente romantico per gli standard dei testi di Johnson: è infatti una dedica a una donna amata, dal nome Betty Mae. Viene considerata, forse per questo motivo e per il fatto di non essere particolarmente ispirata a livello musicale, tra le più trascurabili registrazioni del bluesman.